# Медресе Гумбаз
Медресе Гумбаз (узб. Gumbaz madrasasi) — архитектурный памятник, здание медресе в Андижанской области (Узбекистан), воздвигнутое в 1872 году при узбекском правителе Худояр-хане на средства местного богача Абдулхамид-ходжи.
Двухэтажное медресе традиционной планировки состоит из небольшого двора, залов бывшей мечети, аудитории (дарсхана) и вестибюли (мианхана), за парадными воротами. Над верхними углами главного портала (пештак) пристроены гульдасты.